# Борковиці (Великопольське воєводство)
Борковиці (пол. Borkowice, нім. Lindenhain) — село в Польщі, у гміні Мосіна Познанського повіту Великопольського воєводства.
Населення — 180 осіб (2011).
У 1975-1998 роках село належало до Познанського воєводства.

## Демографія
Демографічна структура станом на 31 березня 2011 року:
|          | Загалом | Допрацездатний вік | Працездатний вік | Постпрацездатний вік |
| -------- | ------- | ------------------ | ---------------- | -------------------- |
| Чоловіки | 88      | 22                 | 63               | 3                    |
| Жінки    | 92      | 27                 | 51               | 14                   |
| Разом    | 180     | 49                 | 114              | 17                   |